# Medusagyne oppositifolia
Genre
Espèce
Classification APG III (2009)
Statut de conservation UICN

 CR  : 
En danger critique
Medusagyne oppositifolia, aussi appelé arbre méduse, est une espèce de plantes à fleurs de la famille des Medusagynaceae (selon la classification Cronquist) ou de la famille des Ochnaceae (selon APGIII). C'est un arbre endémique de l'île Mahe, aux Seychelles. C'est la seule espèce du genre Medusagyne. 
La plante, qu'on a crue éteinte jusqu'à ce que quelques spécimens soient trouvés dans les années 70, porte son nom en vertu de la forme particulière de ses fruit qui rappellent la forme d'une méduse.

Medusagyne oppositifolia, l'arbre méduse
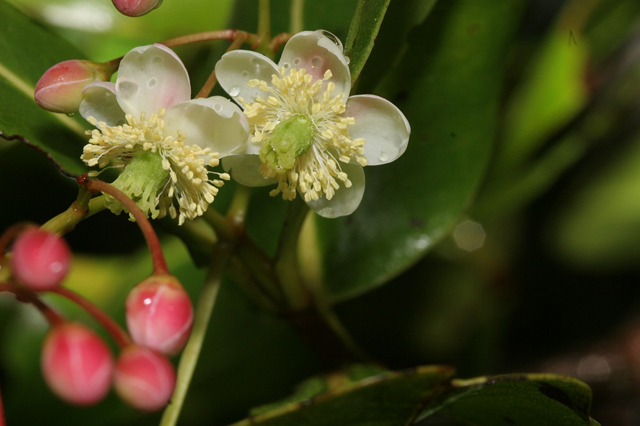
Floraison.
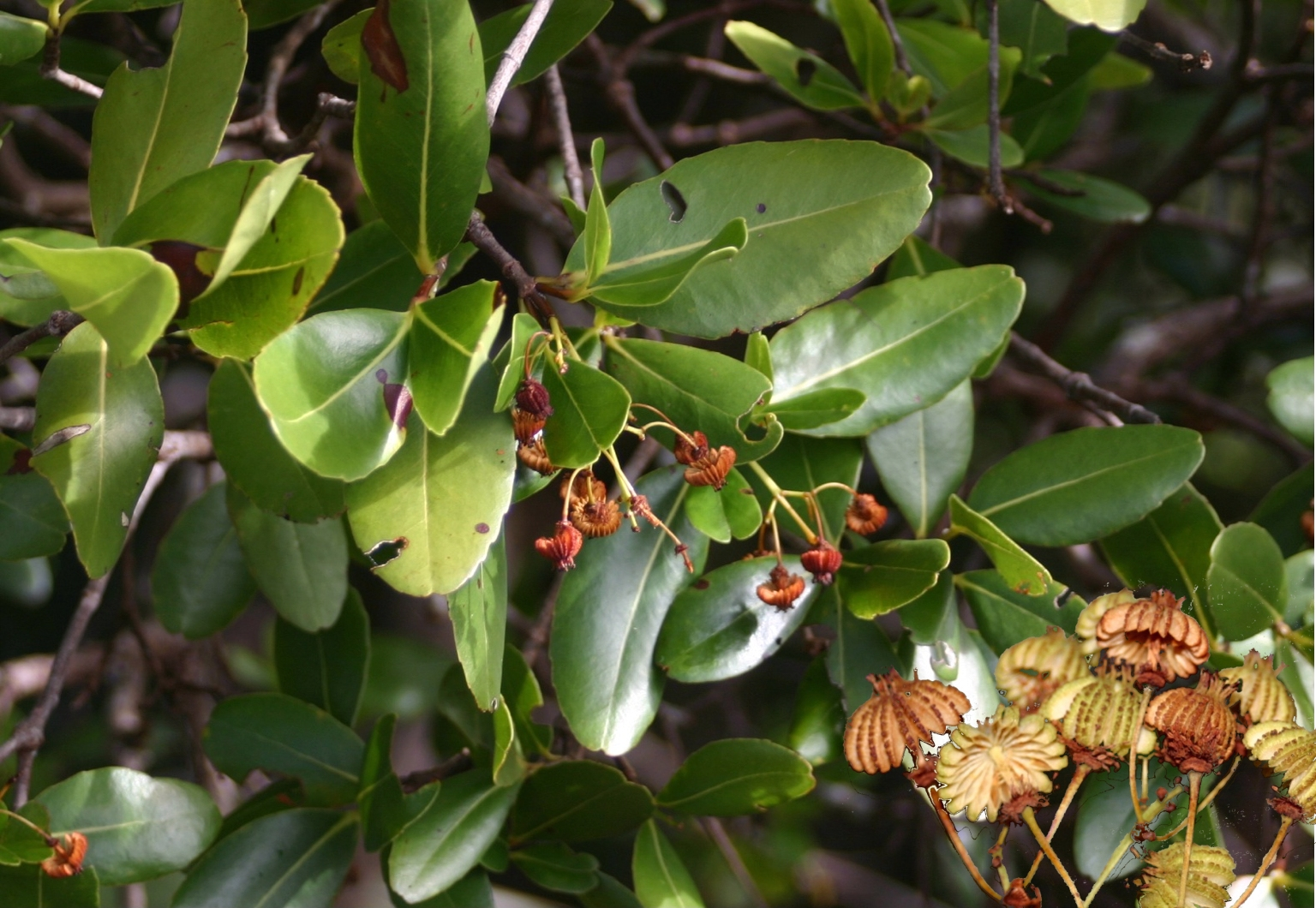
Feuillage et fructification.
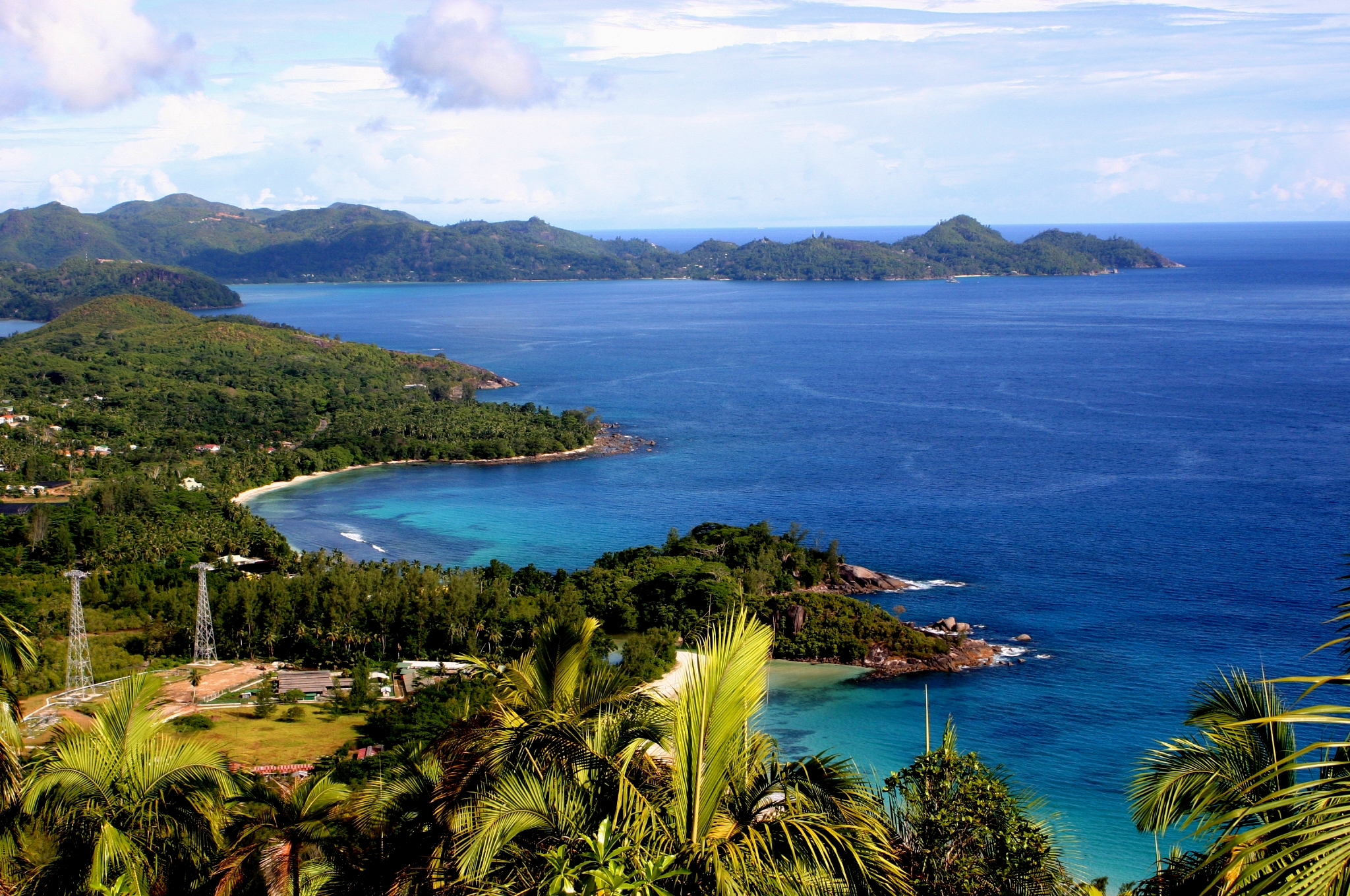
Biotope (île Mahe, aux Seychelles).